# Che mettevi sempre
Che mettevi sempre è un singolo dei cantautori italiani dile e Federica Carta, pubblicato il 2 dicembre 2022.

## Descrizione
Il brano è scritto, composto e prodotto dallo stesso dile con Federico Galli.

## Video musicale
Il video musicale, diretto da Andrea Fantini, è stato pubblicato in il 28 dicembre 2022 attraverso il canale YouTube di dile.

## Tracce
Testi e musiche di Francesco Di Lello e Federico Galli.
1. Che mettevi sempre – 3:03